# Misurazione della povertà

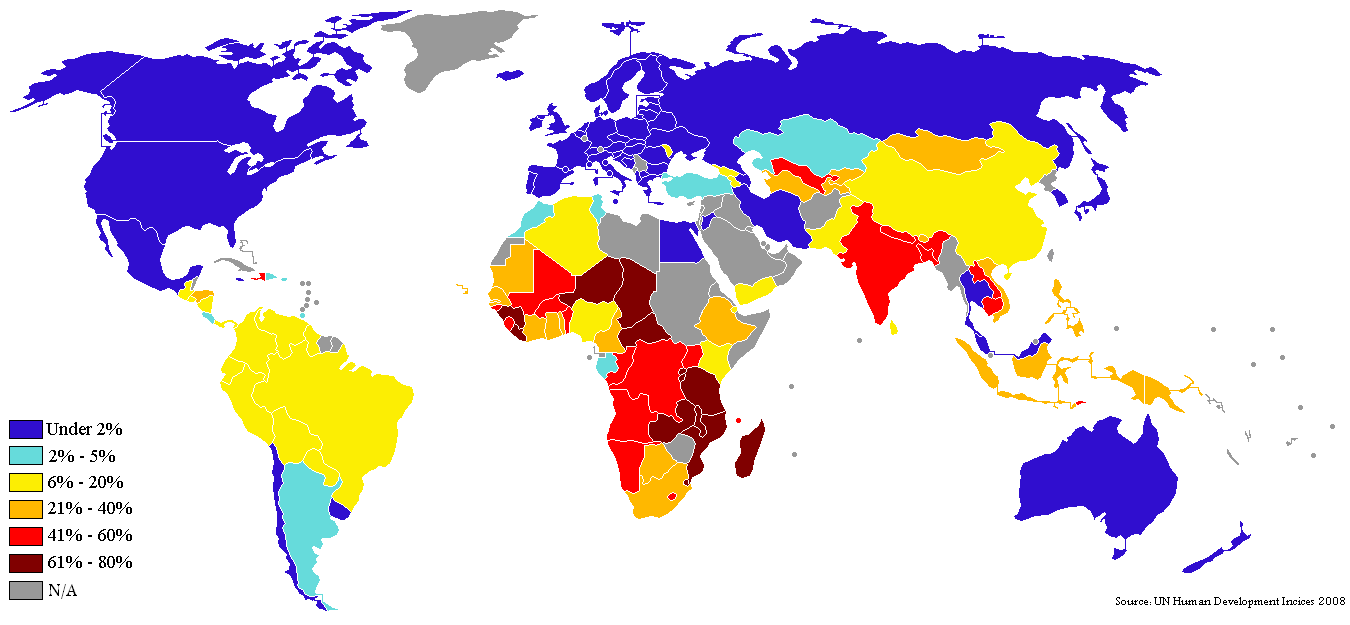
Mappa world poverty by country, mostra la percentuale di popolazione che vive con meno di $1,25 per giorno. Informazioni sui dati 2000-2006. In grigio dati mancanti

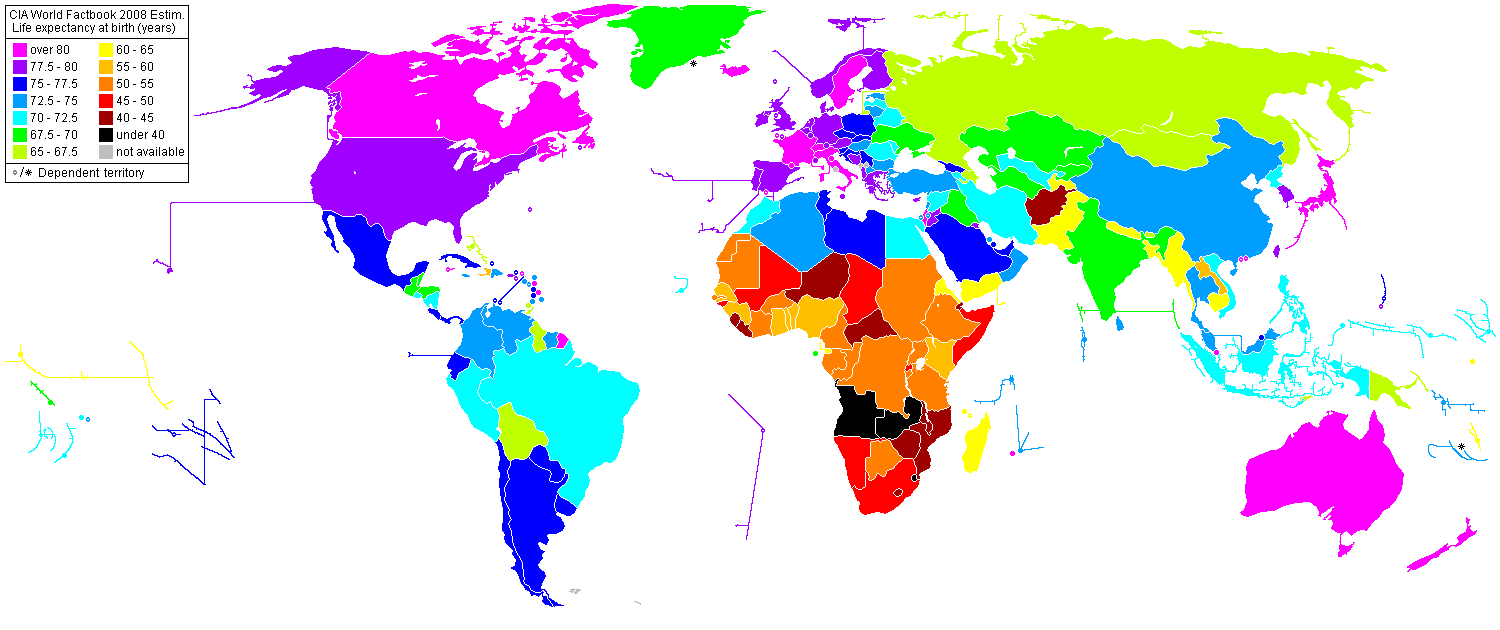
Mappa mostrante l'aspettativa di vita 2008

Mappa mostrante lo Human Development Index 2011

Mappa mostrante il coefficiente di Gini, misura della disuguaglianza economica, 2014

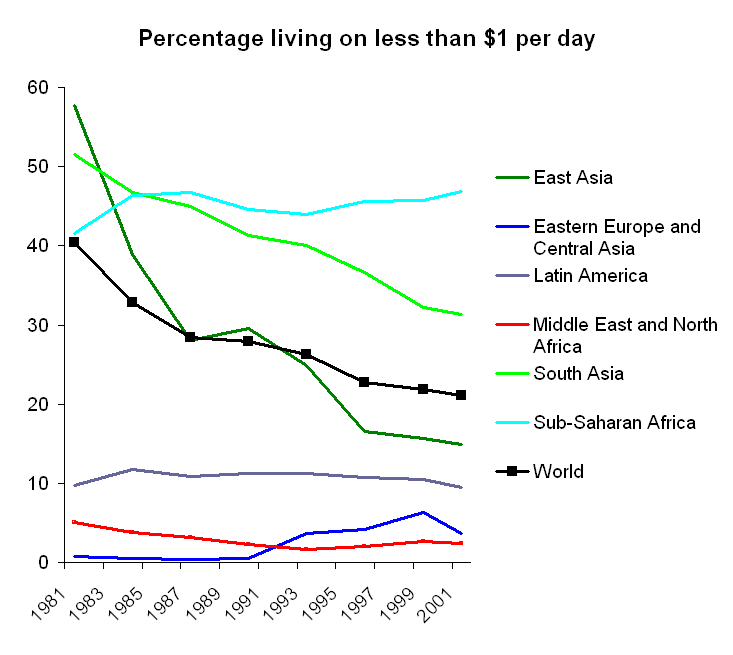
Percentuali di popolazione mondiale che vive con meno di US $1 al giorno negli ultimi venti anni. La maggior parte dei miglioramenti sono avvenuti in est e suda Asia. Periodo 1981–2001.

Anche se la povertà è tipica dei paesi in via di sviluppo, vi è evidenza di povertà in ogni regione planetaria. Nei paesi sviluppati, questa condizione risulta evidente nei senzatetto e nei sobborghi poveri e nei ghetti. Povertà può essere vista come condizione collettiva di gente povera, o di gruppi poveri, e in questo senso intere nazioni possono essere considerate povere. Per evitare stigmatizzazioni, vengono definiti paesi in via di sviluppo.

## Povertà assoluta e relativa
Quando misurata, la povertà può essere povertà estrema o povertà relativa. Assoluta quando riferita a standard oltre la condizione di singole nazioni. Un esempio è la percentuale di popolazione che mangia meno di quanto necessario per il sostentamento regolare (2000–2500 calorie/giorno).
Relativa, in contrasto, mostra le differenze sociali in un determinato contesto sociale. Una misurazione ad esempio è la comparazione del benessere di un terzo di tutta una popolazione con il benessere del 1% dei più benestanti. In questo caso, il numero di persone può crescere mentre il loro reddito cresce. Ci sono molte differenze nella misurazione della disuguaglianza sociale , un esempio è il coefficiente di Gini.

## Misurazioni
La soglia di povertà usata da OECD e dalla EU è una misura relativa basata sulla "distanza economica", un livello di reddito posto al 60% del valore mediano. Gli USA, per contro, usano la povertà assoluta. La linea di povertà assoluta fu creata nel 1963–64 e fu basata sul costo del dollaro del U.S. Department of Agriculture "economy food plan" moltiplicato per il fattore tre. Il moltiplicatore fu dato dal fatto di considerare 1/3 il costo del reddito totale speso per il cibo. Questo valore è stato aggiornato annualmente per l'inflazione.
La soglia creata fu criticata per essere troppo bassa o troppo alta. Per esempio la Heritage Foundation, think tank conservatrice, obietta che al fatto che, secondo il censimento del U.S. Census Bureau, il 46% delle persone ritenute povere sia proprietario di casa (con la media delle case delle persone povere con tre stanze da letto e un bagno e mezzo, e un garage). Altri, come l'economista Ellen Frank, argomentano che le famiglie spendono molto meno in cibo rispetto alla soglia di 1/3 stabilita negli anni '50. Inoltre la statistica federale non tiene conto del variare delle differenze non legate al cibo come servizi sociali.

## Definizioni
La World Bank definisce la povertà in termini assoluti. La banca definisce la extreme poverty come il vivere con meno di US$1,25 al giorno> (PPP), e povertà moderata (moderate poverty) con meno di US $2 al giorno. È stato stimato nel 2008 che 1,4 miliardi di individui viveva con meno di US$1,25 al giorno e 2,7 miliardi con meno di US $2. La proporzione di persone in povertà estrema nei paesi in via di sviluppo è passata dal 28% del 1990 al 21% nel 2001. In prevalenza nel sud-est asiatico. Nell'Africa subsahariana GDP/capita ridotto del 14% e la povertà estrema aumentata dal 41% del 1981 al 46% del 2001. Altre regioni sono stazionarie. Nei primi anni novanta le economie europee hanno ceduto parte del reddito all'Asia centrale. La povertà salì del 6% fino alla fine del secolo per poi ricalare. Vi sono critiche a tale misurazione.

## Iniquità di reddito
Disuguaglianza economica sta lentamente diminuendo nel mondo. Nel 2002 uno studio di Xavier Sala-i-Martin dimostra che ciò è dovuto alla crescita economica della popolazione della Cina. Fatta l'Africa come eccezione,  la crescita è in Cina, India, OECD, e la conseguenza è una divergenza nelle uguaglianze economiche.
Il Poverty Gap Index è la distanza tra la linea di povertà su tutta la popolazione, contando i non-poveri come se avessero zero gap.

## Situazione
La povertà è un fenomeno enorme:
- 1/3 delle morti annuali e giornaliere —18.050.000 rispettivamente — sono legate alla povertà. circa 270 milioni di persone dal 1990.
- Ogni anno muoiono 11 milioni di bambini prima del loro quinto compleanno.
- Nel 2001, 1,1 miliardi di persone viveva con meno di  $1 al giorno e 2,7 miliardi con meno di $2.
- 800 milioni di persone vanno a dormire affamate ogni giorno.[11]

## Altri fattori
L'iniziativa della World Bank, Voices of the Poor, basata sulla ricerca su 20.000 persone povere di 23 nazioni, identifica un range di fattori che le persone povere considerano elementi di povertà. I più importante il cibo. Altri relativi a mancanze relazionali e materiali.
- precarietà della vita
- esclusione di località
- relazioni di genere